# آرامستان ارامنه خسروآباد (آبادان)
قبرستان ارامنه مربوط به دوره پهلوی اول است و در شهرستان آبادان، اول جاده خسروآباد، روبروی تانک فارم، بعد از بیمارستان ۱۷ شهریور واقع شده و این اثر در تاریخ ۱۰ دی ۱۳۸۱ با شمارهٔ ثبت ۷۰۴۳ به‌عنوان یکی از آثار ملی ایران به ثبت رسیده است.